# Веерный попугай
Веерный попугай (лат. Deroptyus accipitrinus) — вид птиц из семейства попугаевых. Единственный вид одноимённого рода (Deroptyus).

## Внешний вид

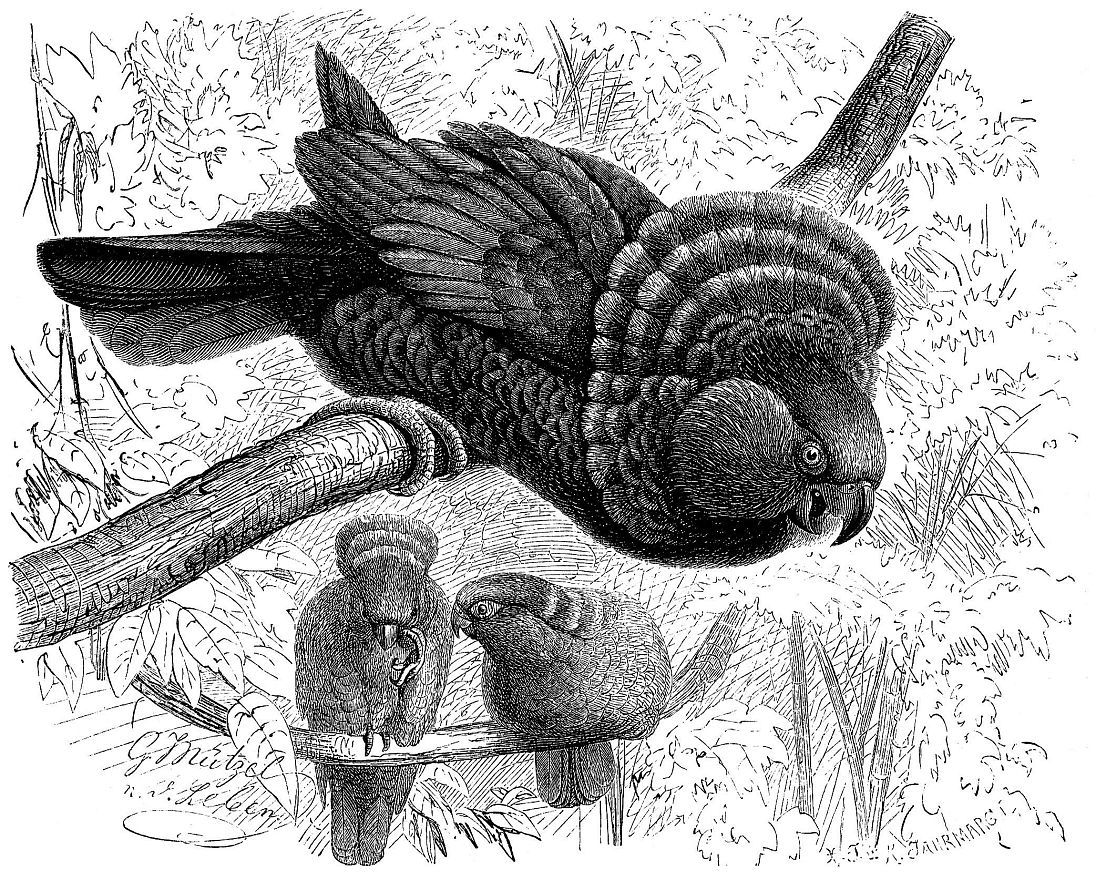
Иллюстрация веерного попугая из книги "Жизнь животных. Птицы"

Длина тела 35 см, хвоста 16 см. Основная окраска оперения зелёного цвета. Оперение на затылке и задней части головы состоит из подвижных удлинённых перьев тёмно-карминового цвета. Эти перья попугай в раздражённом состоянии может поднимать точно воротник. Каждое перо «воротника» имеет бледно-голубое окаймление. Подбородок и передняя часть головы бурого цвета со стержневыми полосками бледно-жёлтого цвета. Грудь тёмно-красная, окаймлённая бледно-голубыми перьями. Клюв бурый.

## Распространение
Обитает в северной части Южной Америки. В основном в лесах Амазонки и на севере Боливии. Может появляться в Колумбии, Венесуэле, Гайане, Бразилии, Эквадоре и Перу.

## Образ жизни
Населяет густые, непроходимые тропические леса, места с нетронутой растительностью.

## Содержание
Относится к спокойным и приятным птицам для комнатного содержания. очень привязывается к человеку и быстро становится ручным. Продолжительность жизни — до 40 лет.

## Галерея

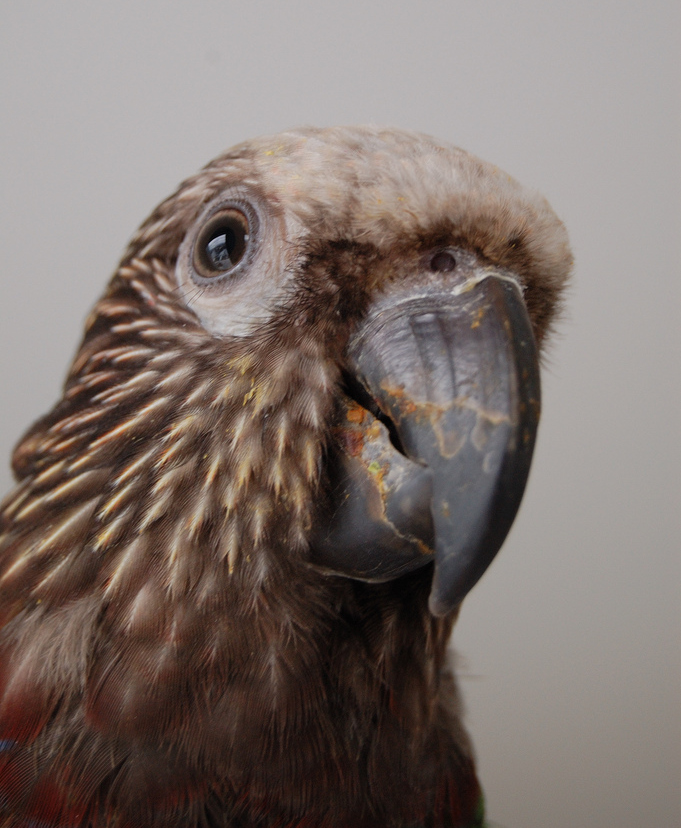
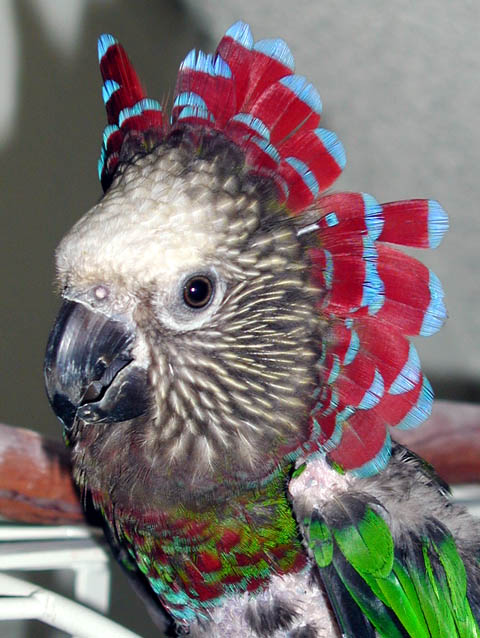
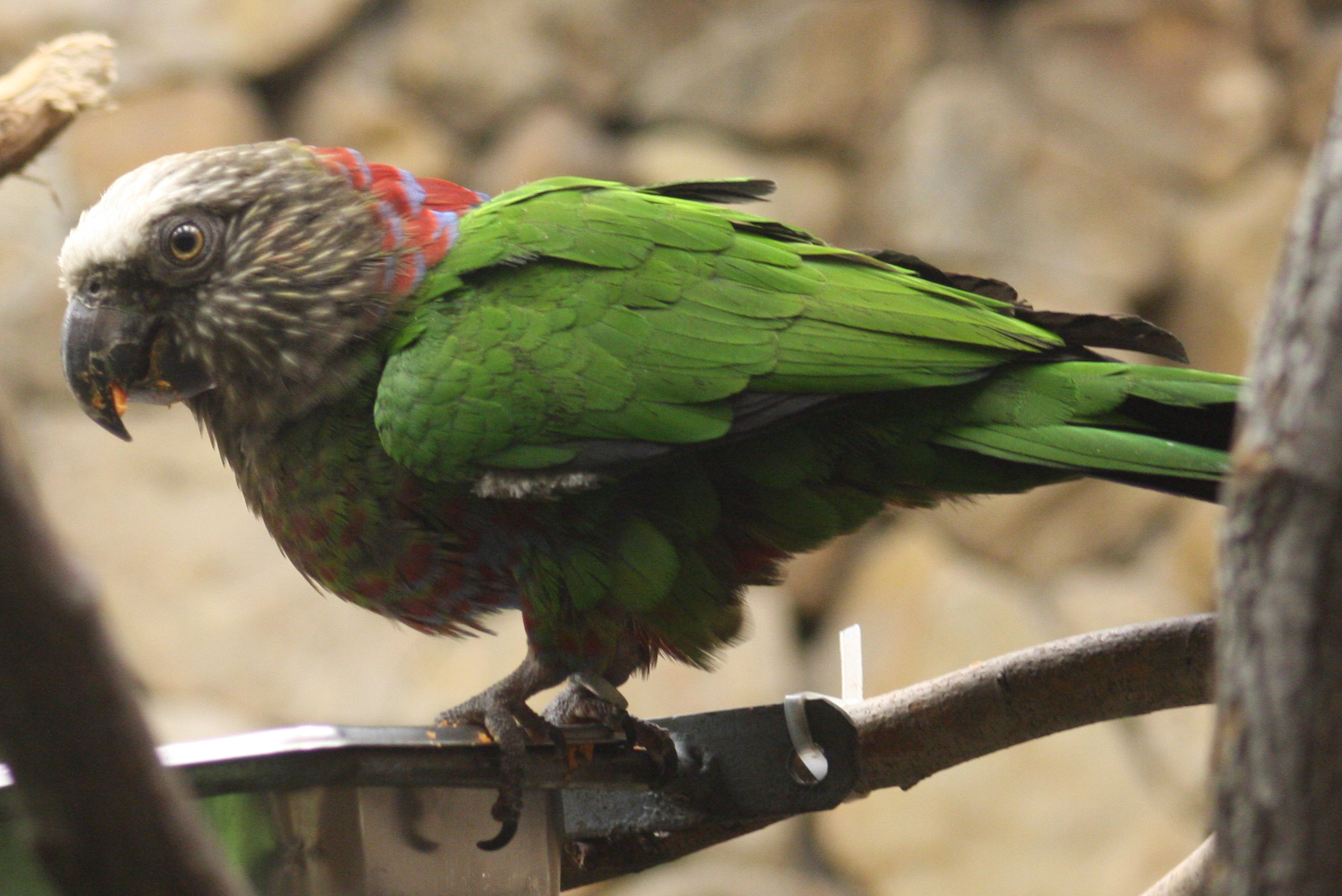
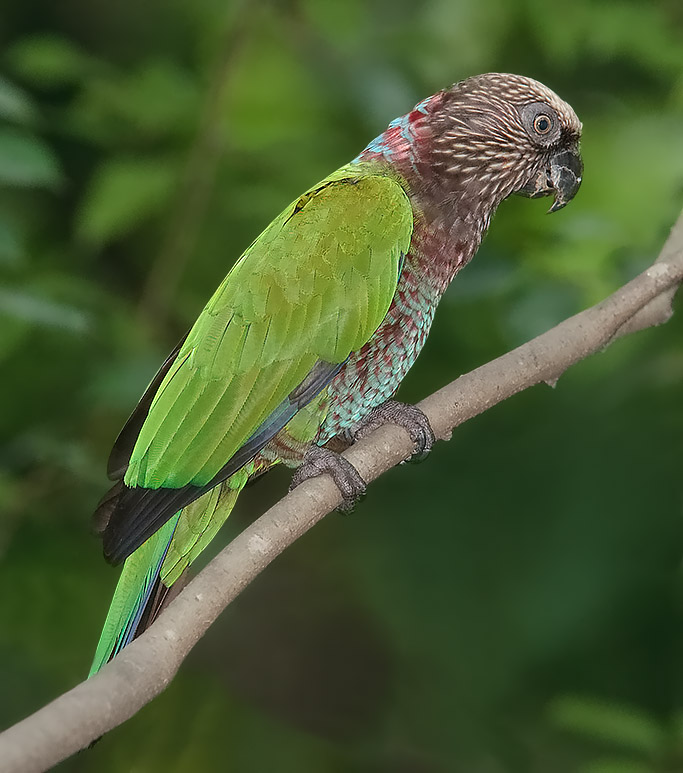
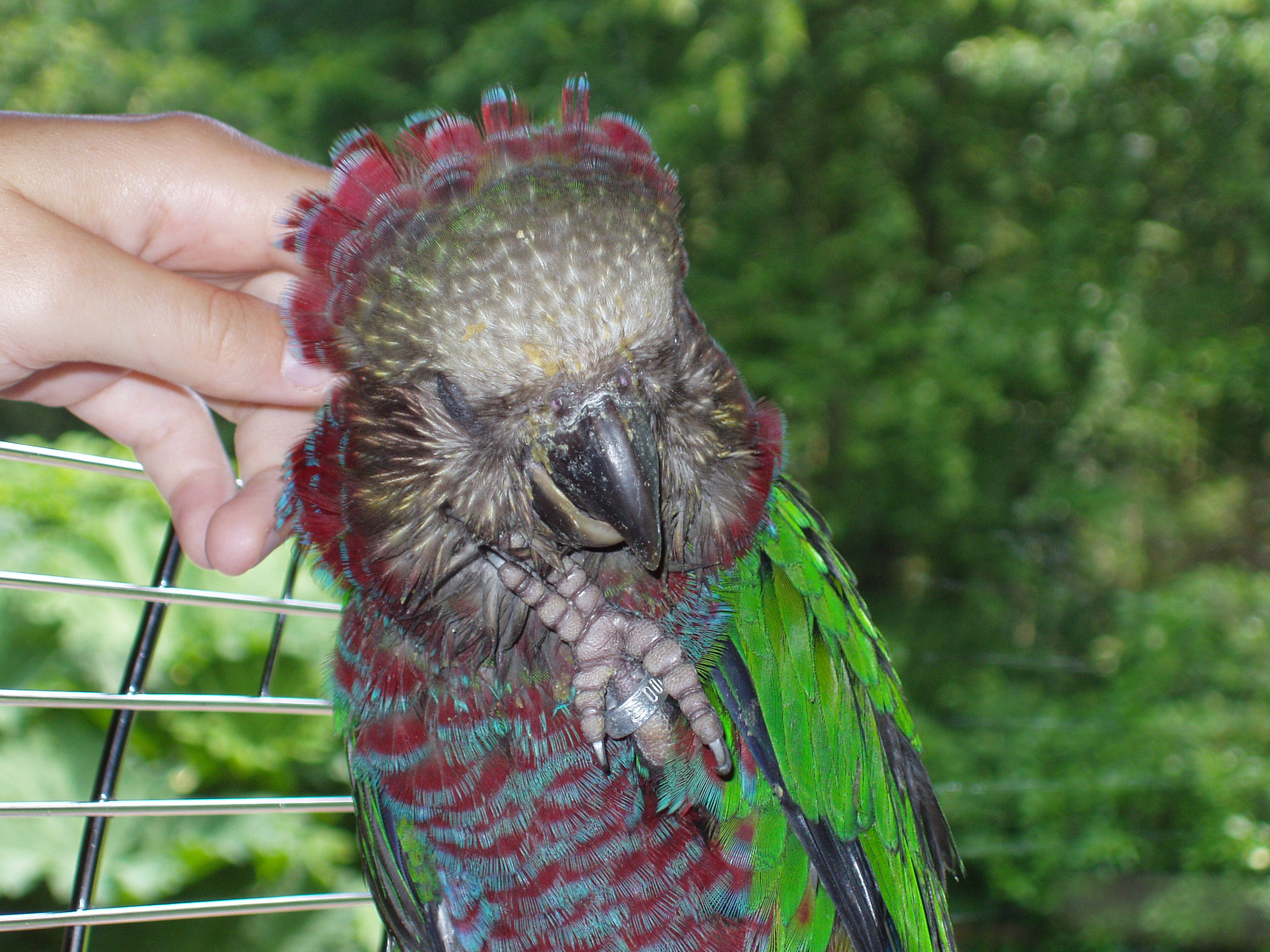
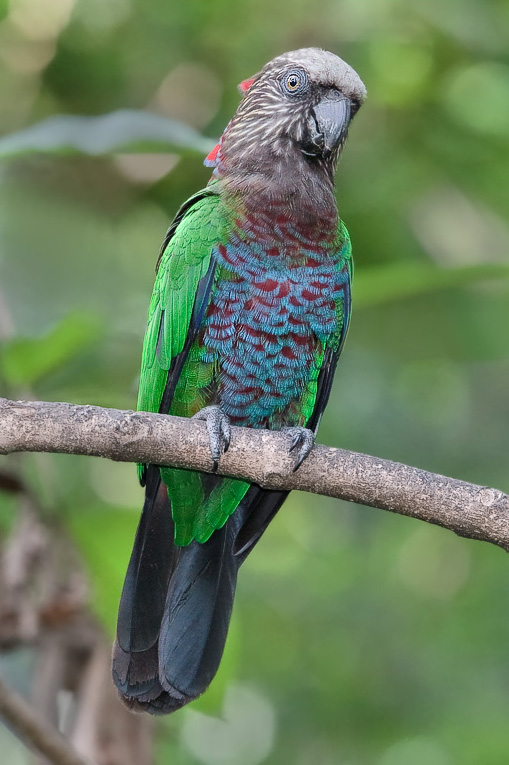
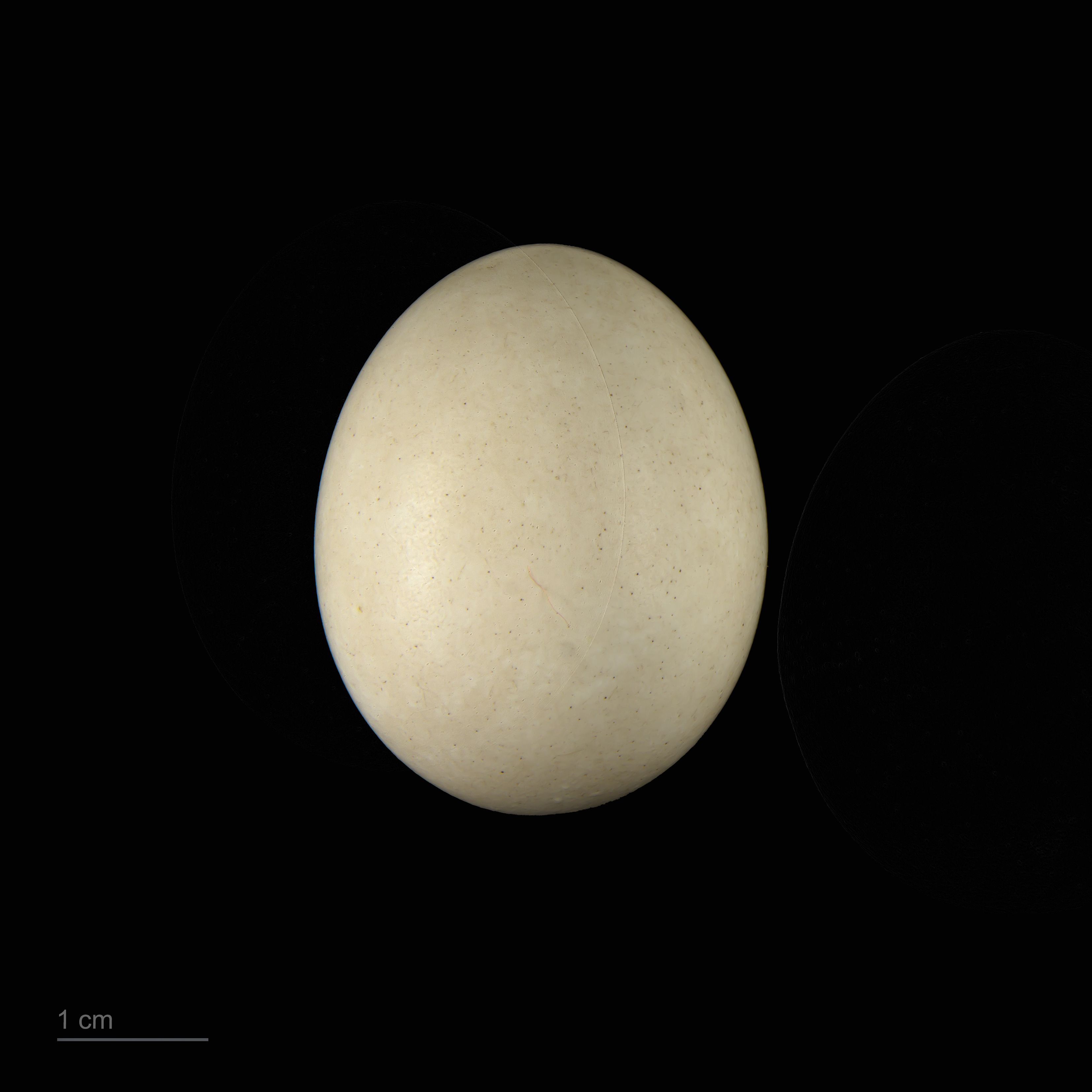
Яйцо Deroptyus accipitrinus — Тулузский музей